# Діоцезія Пінар-дель-Ріо
Діоце́зія Пін́ар-де́ль-Ріо́с (лат. Dioecesis Pinetensis ad Flumen; ісп. Diócesis de Pinar del Río) — діоцезія римського обряду Католицької церкви на Кубі, з центром у місті Пінар-дель-Ріо. Охоплює терени Пінар-дель-Ріоської провінції Куби. Входить до складу Гаванської церковної провінції. Суфраганна діоцезія Гаванської архідіоцезії. Заснована 20 лютого 1903 року. Голова — єпископ Пінар-дель-Ріоський. Центральний храм — Пінар-дель-Ріоський собор.  Площа — 13,500 км². Населення — 1,000,000 ос.; з них католики — 430,000 ос. (43%). Чинний голова — Хорхе Енріке Серпа Перес, єпископ Пінар-дель-Ріоський.

## Історія
Пінар-дель-Ріоська діоцезія була створена 20 лютого 1903 року шляхом виокремлення зі складу Гаванської діоцезії.

## Єпископи
- Хорхе Енріке Серпа Перес

## Статистика
Згідно з «Annuario Pontificio» і Catholic-Hierarchy.org:
| Рік  | Населення | Населення | Населення | Священики | Священики | Священики | Священики           | Диякони | Ченці    | Ченці | Парафії |
| Рік  | католики  | загалом   | %         | загалом   | секулярні | ченці     | вірних на священика | Диякони | чоловіки | жінки | Парафії |
| ---- | --------- | --------- | --------- | --------- | --------- | --------- | ------------------- | ------- | -------- | ----- | ------- |
| 1949 | 400.000   | 410.000   | 97,6      | 25        | 15        | 10        | 16.000              |         | 13       | 74    | 27      |
| 1965 | 460.000   | 538.000   | 85,5      | 14        | 9         | 5         | 32.857              |         |          | 4     | 27      |
| 1970 | 460.000   | 560.000   | 82,1      | 12        | 8         | 4         | 38.333              |         | 4        | 4     | 27      |
| 1976 | 502.000   | 655.477   | 76,6      | 11        | 8         | 3         | 45.636              |         | 3        | 2     | 27      |
| 1980 | 486.962   | 688.000   | 70,8      | 13        | 9         | 4         | 37.458              |         | 4        | 5     | 21      |
| 1990 | 418.000   | 870.000   | 48,0      | 18        | 15        | 3         | 23.222              |         | 3        | 16    | 21      |
| 1999 | 426.000   | 877.160   | 48,6      | 18        | 16        | 2         | 23.666              |         | 2        | 32    | 25      |
| 2000 | 426.000   | 900.000   | 47,3      | 19        | 17        | 2         | 22.421              |         | 2        | 36    | 25      |
| 2001 | 428.000   | 900.000   | 47,6      | 19        | 17        | 2         | 22.526              |         | 2        | 35    | 25      |
| 2002 | 430.000   | 900.000   | 47,8      | 19        | 10        | 9         | 22.631              |         | 9        | 35    | 25      |
| 2003 | 430.000   | 900.000   | 47,8      | 28        | 19        | 9         | 15.357              |         | 9        | 35    | 25      |
| 2004 | 430.000   | 1.000.000 | 43,0      | 19        | 18        | 1         | 22.631              |         | 1        | 35    | 25      |
| 2013 | 814.200   | 1.005.000 | 81,0      | 22        | 16        | 6         | 37.009              | 4       | 7        | 26    | 25      |
| 2016 | 816.929   | 873.490   | 93,5      | 26        | 21        | 5         | 31.420              | 4       | 6        | 26    | 25      |